# هرم كارلسروه

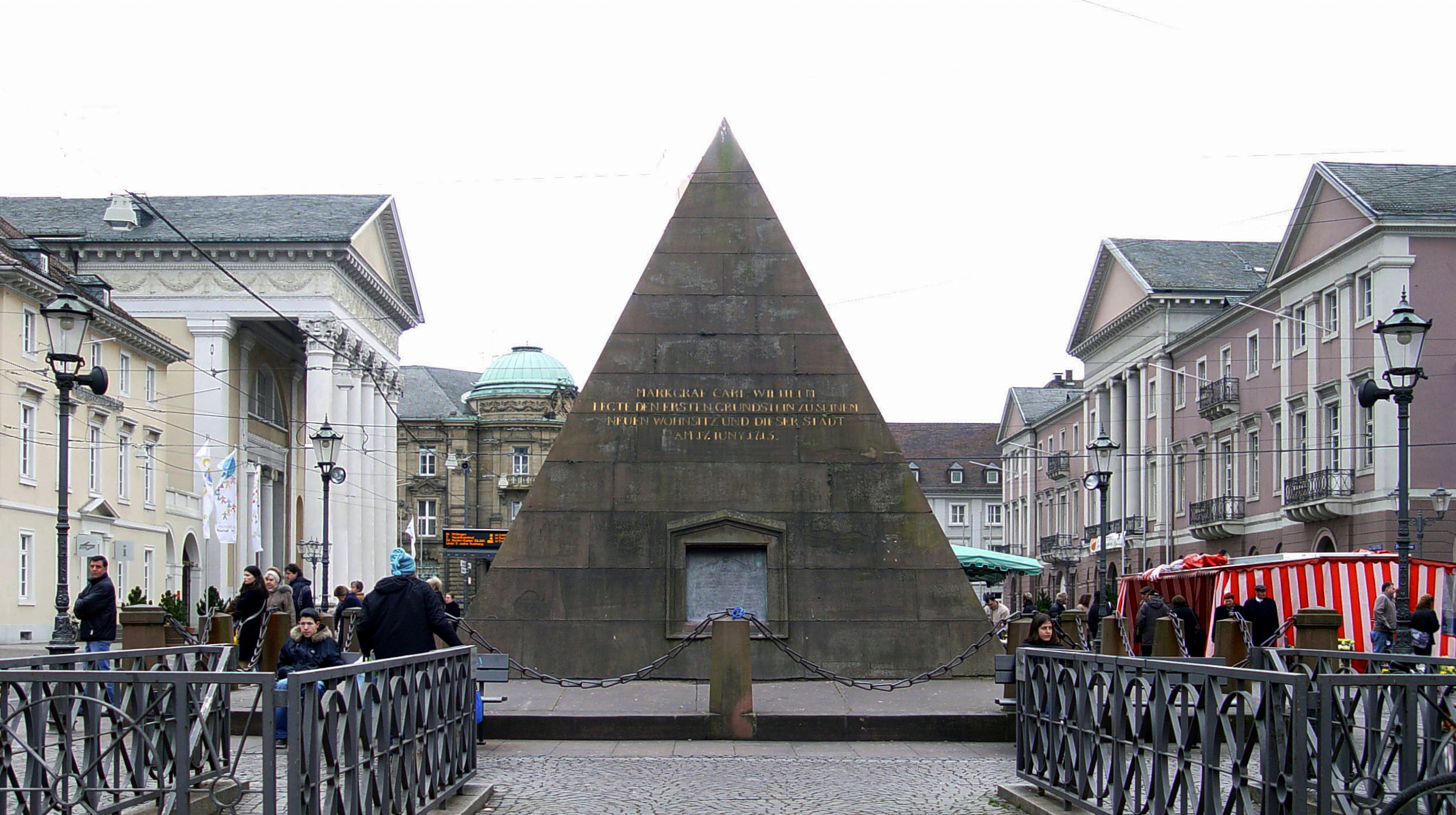
هرم كارلسروه في ساحة السوق، وتظهر الكنيسة البروتستانتية إلى اليسار وقاعة المدينة إلى اليمين

هرم كارلسروه (بالألمانية: Karlsruher Pyramide) هو هرم مبني من الحجر الرملي الأحمر، يقع في وسط ساحة سوق كارلسروه في ألمانيا. كان الهرم منصوبًا في السنوات (1823 - 1825) على قبو مؤسس المدينة المرغريف تشارلز الثالث وليام (1679 - 1738). يعتبر الهرم شعار لمدينة كارلسروه، وأحد المعالم البارزة في المدينة. صمم النصب الحجري الكلاسيكي من قبل المعماري الألماني فريدريش وينبرينر كبديل دائم للكنيسة القديمة في كارلسروه. يبلغ الارتفاع الخارجي للهرم 6.5 متر (21 قدم). لم يتأثر الهرم من التفجيرات الواسعة التي ظربت المدينة في الحرب العالمية الثانية.
بسبب نقص الموارد، لم يكن من الممكن تحقيق هذه الخطة، وبعد 16 عامًا، صمم المهندس المعماري فريدريش وينبرينر النصب الحجري الكلاسيكي الجديد كبديل دائم للكنيسة القديمة. تبلغ مساحتها مربعة ويبلغ ارتفاعها الخارجي 6.5 متر (21 قدمًا). يمكن الدخول إلى الداخل من خلال فتحة مربعة صغيرة، ولكن لا يمكن الوصول إليها إلا بموافقة أصحابها السابقين (حتى عام 1940)، بيت بادن. وتتكون من تسلسل رأسي من ثلاث غرف. يقع حجر الأساس للمدينة أيضًا داخل الهرم. النصب هو مثال على العمارة إحياء العمارة المصرية، مستوحى من وظيفة الدفن للأهرامات المصرية والمباني المماثلة للعصر النابليوني. لم يتأثر الهرم بالقصف المكثف في الحرب العالمية الثانية.